# Świnoujście
Świnoujście (← poloneză, în germană Swinemünde, în pomeraniană Swina) este un municipiu în nord-vestul Poloniei, in regiunea istorică Pomerania. Are 45 de mii de locuitori și este o importantă stațiune balneară și heliomarină la Marea Baltică.

## Istoric
A făcut parte până în 1950 din Germania și apoi din RDG. În prima jumătate a secolului al XX-lea a fost una din cele mai importante baze ale Marinei Militare Germane. La 12 martie 1945 orașul a fost ținta unuia dintre cele mai crunte bombardamente din istoria celui de-al Doilea Război Mondial - 23 de mii din cei 30 de mii de locuitori ai municipiului au murit în incendiul provocat de Aviația Militară Americană. Municipiul a fost cedat Poloniei conform acordului de frontieră de la Zgorzelec din 1950 dintre RDG și Polonia cu scopul de a controla ieșirea din Odra la Marea Baltică. Populația germană a municipiului a fost expatriată în Germania în același an.